# Museo archeologico dell'Altopiano dei Sette Comuni
Il museo archeologico dell'Altopiano dei Sette Comuni si trova a Castelletto di Rotzo, in Provincia di Vicenza.

## Descrizione
Il museo ospita reperti provenienti da scavi archeologici sistematici e da rinvenimenti casuali avvenuti nel territorio dell'Altopiano dei Sette Comuni.
I reperti testimoniano la millenaria frequentazione, sin dal Paleolitico superiore, con l'uomo di Neanderthal, di questo particolare ambiente montano.

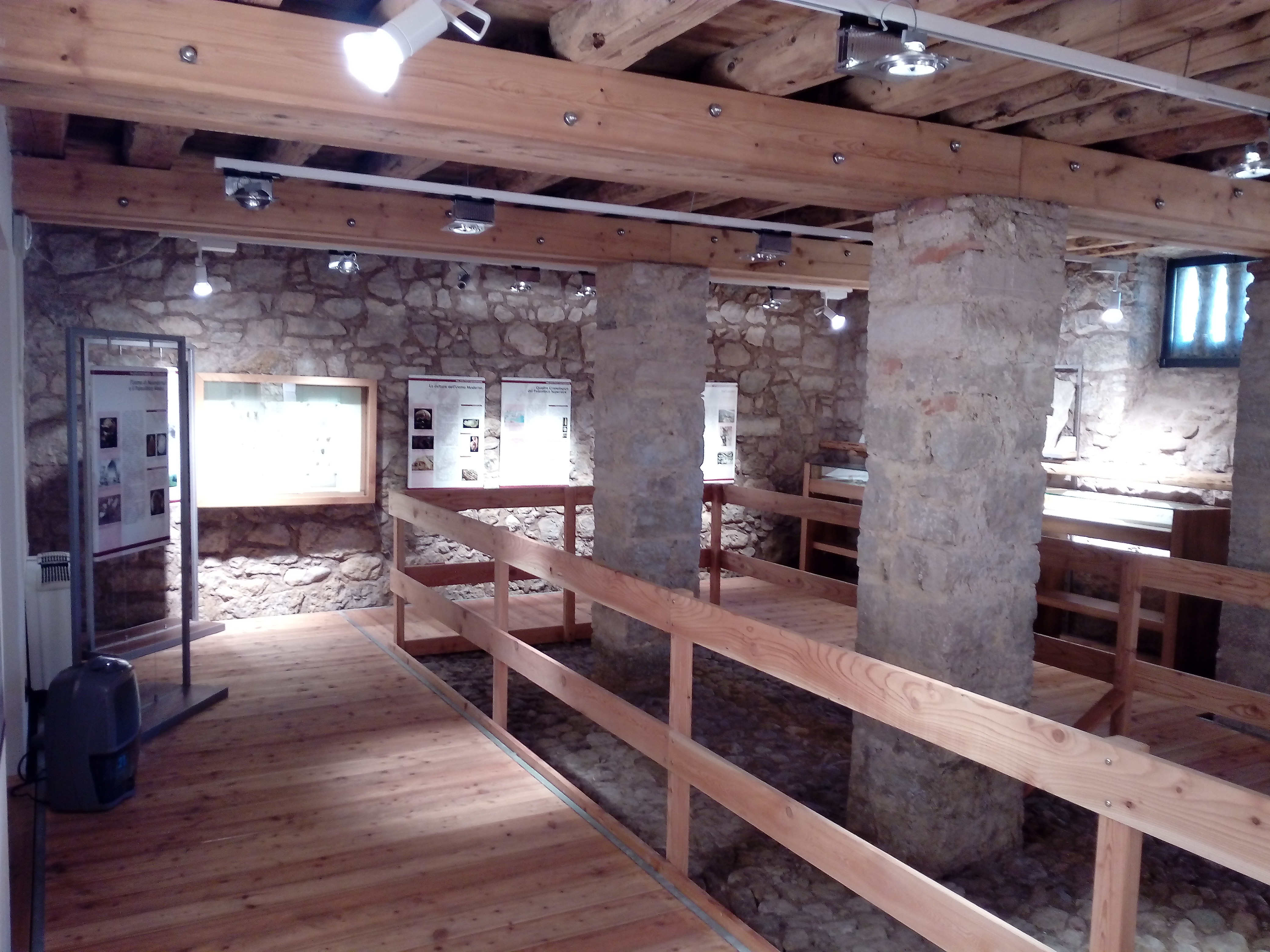
Sala 1
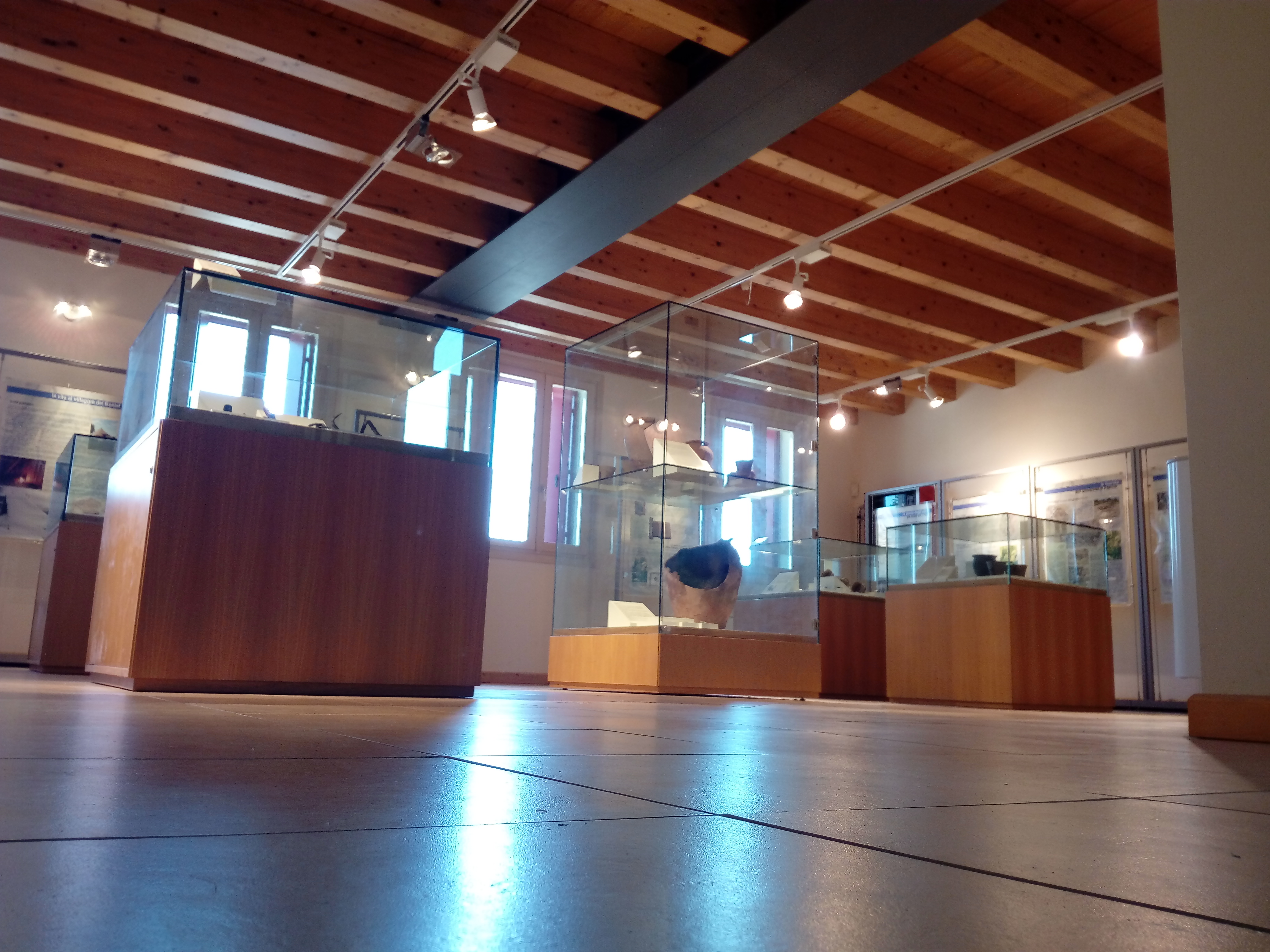
Sala 2
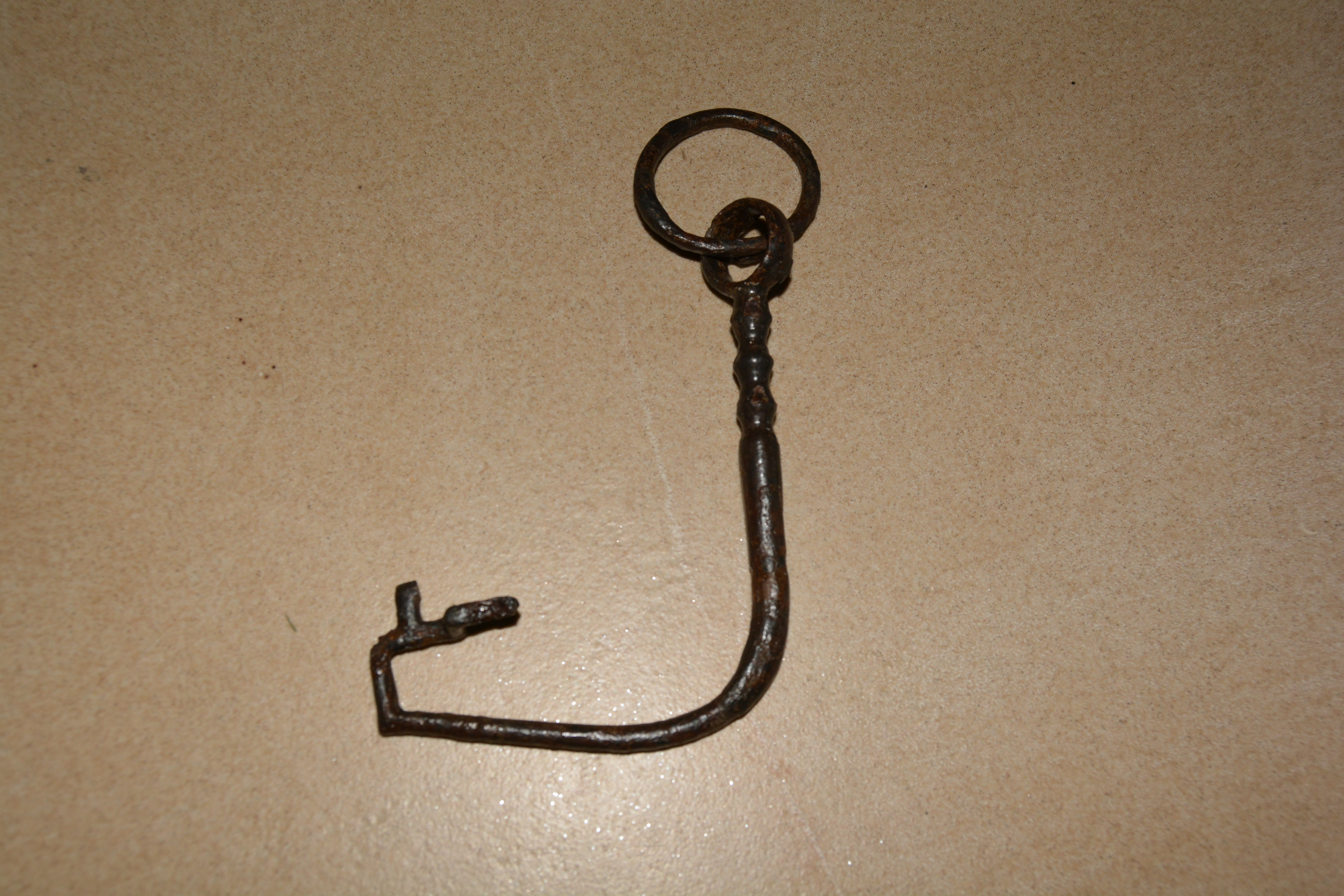
Chiave di tipo retico

## Storia
Dal 2017 la Società NEA archeologia gestisce il museo ed il vicino sito archeologico del Bostel. Nel 2018 è stato riallestito con un cinema immersivo e con extended realities.

## L'edificio
L'edificio che ospita il museo è quello della vecchia scuola elementare della frazione di Rotzo.